# Aldehuela de Jerte
Aldehuela de Jerte – gmina w Hiszpanii, w prowincji Cáceres, w Estramadurze, o powierzchni 11,76 km². W 2011 roku gmina liczyła 380 mieszkańców.